# 445 (tal)
445 är det naturliga talet som följer 444 och som följs av 446.

## Inom vetenskapen
- 445 Edna, en asteroid.

## Inom matematiken
- 445 är ett udda tal.